# Alex Bogomolov jr.
Alex Bogomolov jr. geboren als Aleksandr (Aleks) Aleksandrovitsj Bogomolov-Mladtsji (Russisch: Александр Александрович (Алекс) Богомолов-младший) (Moskou, 23 april 1983) is een Russische (voormalig Amerikaanse) tennisser. Hij bereikte in 2011 zijn hoogste positie op de ATP-ranglijst toen hij 72e stond.
Bogomolovs vader Alex Bogomolov Sr. was een tenniscoach. Hij werkte samen met onder anderen Larisa Neiland, Jevgeni Kafelnikov en Andrej Medvedev. In 1998 werd hij nationaal kampioen in Amerika door Andy Roddick te verslaan.
In 2005 werd Bogomolov jr. voor een anderhalve maand geschorst wegens een positieve dopingtest op de Australian Open. Hij nam het verboden middel salbutamol. Dit mag hij normaal nemen voor astma, maar hij vergat de juiste papieren in te vullen. Vandaar de lagere straf dan de gebruikelijke twee jaar.

## Prijzen en onderscheidingen
- 2011 - ATP Most Improved Player (ATP Meest verbeterde speler)

## Palmares

### Enkelspel
| Nr.                          | Datum            | Toernooi     | Ondergrond    | Tegenstander in finale | Score               | Details |
| ---------------------------- | ---------------- | ------------ | ------------- | ---------------------- | ------------------- | ------- |
| Gewonnen finales challengers |                  |              |               |                        |                     |         |
| 1.                           | 24 november 2002 | Puebla       | Hardcourt     | Rik De Voest           | 7-6(2), 6-3         |         |
| 2.                           | 27 april 2003    | León         | Hardcourt     | George Bastl           | 7-6(4), 6-7(3), 6-4 |         |
| 3.                           | 18 mei 2003      | Forest Hills | Gravel        | Mariano Delfino        | 1-6, 6-1, 6-1       |         |
| 4.                           | 19 oktober 2003  | Tiburon      | Hardcourt     | Jeff Morrison          | 7-6(4), 6-3         |         |
| 5.                           | 24 juli 2005     | Tarzana      | Hardcourt     | Thiago Alves           | 6-3, 6-2            |         |
| 6.                           | 10 juni 2007     | Carson       | Hardcourt     | Kei Nishikori          | 6-4, 6-3            |         |
| 7.                           | 21 november 2010 | Champaign    | Hardcourt (i) | Amer Delić             | 5-7, 7-6(6), 6-3    |         |
| 8.                           | 6 maart 2011     | Dallas       | Hardcourt (i) | Rainer Schüttler       | 7-6(5), 6-3         |         |
| 9.                           | 13 april 2013    | Guadalajara  | Hardcourt     | Rajeev Ram             | 2-6, 6-3, 6-1       |         |
| 10.                          | 12 mei 2013      | Kunming      | Hardcourt     | Rik De Voest           | 6-3, 4-6, 7-6(2)    |         |

### Dubbelspel
| Nr.                                       | Datum             | Toernooi        | Ondergrond | Partner            | Tegenstanders in finale           | Score               | Details |
| ----------------------------------------- | ----------------- | --------------- | ---------- | ------------------ | --------------------------------- | ------------------- | ------- |
| Gewonnen finales heren dubbel             |                   |                 |            |                    |                                   |                     |         |
| 1.                                        | 24 juli 2011      | ATP Atlanta     | Hardcourt  | Matthew Ebden      | Matthias Bachinger Frank Moser    | 3-6, 7-5, [10-8]    | Details |
| Verloren finales heren dubbel             |                   |                 |            |                    |                                   |                     |         |
| 1.                                        | 19 september 2004 | ATP Peking      | Hardcourt  | Taylor Dent        | Justin Gimelstob Graydon Oliver   | 6-4, 4-6, 6-7(6)    | Details |
| Gewonnen finales heren dubbel challengers |                   |                 |            |                    |                                   |                     |         |
| 1.                                        | 20 april 2003     | San Luis Potosi | Gravel     | Frederik Niemeyer  | Markus Hantschk Alexander Peya    | 6-4, 7-6(5)         |         |
| 2.                                        | 20 juli 2003      | Helsinki        | Gravel (i) | Emin Agaev         | Lassi Ketola Timo Nieminen        | 7-6(11), 4-6, 6-3   |         |
| 3.                                        | 24 juli 2005      | Tarzana         | Hardcourt  | Travis Rettenmaier | Nathan Healey Robert Smeets       | 6-7(3), 7-6(7), 6-3 |         |
| 4.                                        | 8 januari 2006    | Nieuw-Caledonië | Hardcourt  | Todd Widom         | Lars Burgsmüller Denis Gremelmayr | 3-6, 6-2, [10-6]    |         |
| 5.                                        | 21 september 2008 | Waco            | Hardcourt  | Dusan Vemic        | Alberto Francis Nicholas Monroe   | 6-4, 5-7, [10-8]    |         |

## Prestatietabel
| Legenda | Legenda                          |
| ------- | -------------------------------- |
| g.t.    | geen toernooi gehouden           |
| l.c.    | lagere categorie                 |
| –       | niet deelgenomen                 |
| G       | uitgeschakeld in de groepsfase   |
| 1R      | uitgeschakeld in de eerste ronde |
| 2R      | uitgeschakeld in de tweede ronde |
| 3R      | uitgeschakeld in de derde ronde  |
| 4R      | uitgeschakeld in de vierde ronde |
| KF      | uitgeschakeld in de kwartfinale  |
| HF      | uitgeschakeld in de halve finale |
| F       | de finale verloren               |
| W       | het toernooi gewonnen            |
| w-v     | winst/verlies-balans             |

### Prestatietabel grand slam, enkelspel
| Grandslamtoernooien   |               |               |               |       |               |               |               |               |       |               |               |        |
| Australian Open       | –             | –             | 1R            | 1R    | –             | 2R            | –             | –             | 2R    | 1R            | 1R            | 2-6    |
| Roland Garros         | –             | –             | –             | 1R    | –             | –             | –             | 1R            | 1R    | –             | –             | 0-3    |
| Wimbledon             | –             | –             | –             | –     | –             | –             | –             | 3R            | 1R    | 1R            | –             | 2-3    |
| US Open               | 1R            | 1R            | 1R            | 1R    | 1R            | –             | –             | 3R            | 1R    | 2R            | –             | 3-8    |
| Winst-verlies         | 0-1           | 0-1           | 0-2           | 0-3   | 0-1           | 1-1           | 0-0           | 4-3           | 1-4   | 1-3           | 0-1           | 7-20   |
| Tennis Masters Cup    |               |               |               |       |               |               |               |               |       |               |               |        |
| ATP World Tour Finals | –             | –             | –             | –     | –             | –             | –             | –             | –     | –             | –             | 0-0    |
| ATP Masters 1000      |               |               |               |       |               |               |               |               |       |               |               |        |
| Indian Wells          | –             | –             | –             | 2R    | –             | –             | –             | 1R            | 1R    | –             | 1R            | 1-4    |
| Miami                 | –             | –             | 1R            | 1R    | –             | 2R            | –             | 3R            | 1R    | –             | 1R            | 3-6    |
| Monte Carlo           | –             | –             | –             | –     | –             | –             | –             | –             | –     | –             | –             | 0-0    |
| Rome                  | –             | –             | –             | –     | –             | –             | –             | –             | 1R    | –             | –             | 0-1    |
| Hamburg               | –             | –             | –             | –     | –             | –             | l.c.          | l.c.          | l.c.  | l.c.          | l.c.          | 0-0    |
| Madrid                | l.c.          | –             | –             | –     | –             | –             | –             | –             | 1R    | –             | –             | 0-1    |
| Montréal/Toronto      | –             | –             | –             | 2R    | –             | –             | 1R            | 2R            | 1R    | 3R            | –             | 4-5    |
| Cincinnati            | –             | –             | –             | 1R    | –             | –             | –             | 3R            | 2R    | –             | –             | 3-3    |
| ATP Shanghai          | l.c.          | l.c.          | l.c.          | l.c.  | l.c.          | l.c.          | –             | 2R            | 1R    | –             | –             | 1-2    |
| Parijs                | –             | –             | –             | –     | –             | –             | –             | 2R            | –     | –             | –             | 1-1    |
| Olympische Spelen     |               |               |               |       |               |               |               |               |       |               |               |        |
| Olympische Spelen     | geen toernooi | geen toernooi | geen toernooi | –     | geen toernooi | geen toernooi | geen toernooi | geen toernooi | 2R    | geen toernooi | geen toernooi | 1-1    |
| Statistieken          |               |               |               |       |               |               |               |               |       |               |               |        |
| Totaal aantal titels  | 0             | 0             | 0             | 0     | 0             | 0             | 0             | 0             | 0     | 0             | 0             | 0      |
| Totaal winst-verlies  | 0-1           | 1-2           | 5-8           | 10-17 | 0-4           | 2-2           | 3-3           | 27-21         | 14-31 | 6-9           | 2-6           | 70-107 |
| Eindejaarsranking     | 700           | 168           | 115           | 125   | 217           | 221           | 309           | 34            | 129   | 88            | 308           |        |

### Prestatietabel grand slam, dubbelspel
| Toernooi        | 2005 | 2006 | 2007 | 2008 | 2009 | 2010 | 2011 | 2012 |
| --------------- | ---- | ---- | ---- | ---- | ---- | ---- | ---- | ---- |
| Australian Open | –    | –    | –    | –    | –    | –    | –    | 2R   |
| Roland Garros   | –    | –    | –    | –    | –    | –    | –    | 1R   |
| Wimbledon       | –    | –    | –    | –    | –    | –    | 2R   | 1R   |
| US Open         | 1R   | –    | –    | –    | –    | –    | 1R   | 3R   |